# أبراج أوبورا
أبراج أوبورا هي مجمع من برجين في منطقة الخليج التجاري في دبي، الإمارات العربية المتحدة. يتكون المشروع من برج أوبورا التجاري وبرج أوبورا السكني. تم الانتهاء من بناء أبراج أوبورا في عام 2011. تم بيعه من قبل شركة سنيار العقارية في منتصف عام 2018.
برج أوبورا التجاري، المعروف أيضًا باسم برج أوبورا 1، هو مبنى مكون من 58 طابقًا. يبلغ ارتفاعه المعماري الإجمالي 263 متر (862 قدم).
برج أوبورا السكني، أو برج أوبورا 2، عبارة عن مبنى مكون من 20 طابقًا. تصدرت ناطحة السحاب التجارية في عام 2011. تم تصميم المجمع من قبل شركة ايداس المعمارية، مع تصميم الإضاءة من قبل مصممي الإضاءة AWA،  ويديره حاليًا جونز لانج لاسال.
يتصل برجا المشروع مع بعضهما بمنصة تجارية مؤلفة من أربعة طوابق

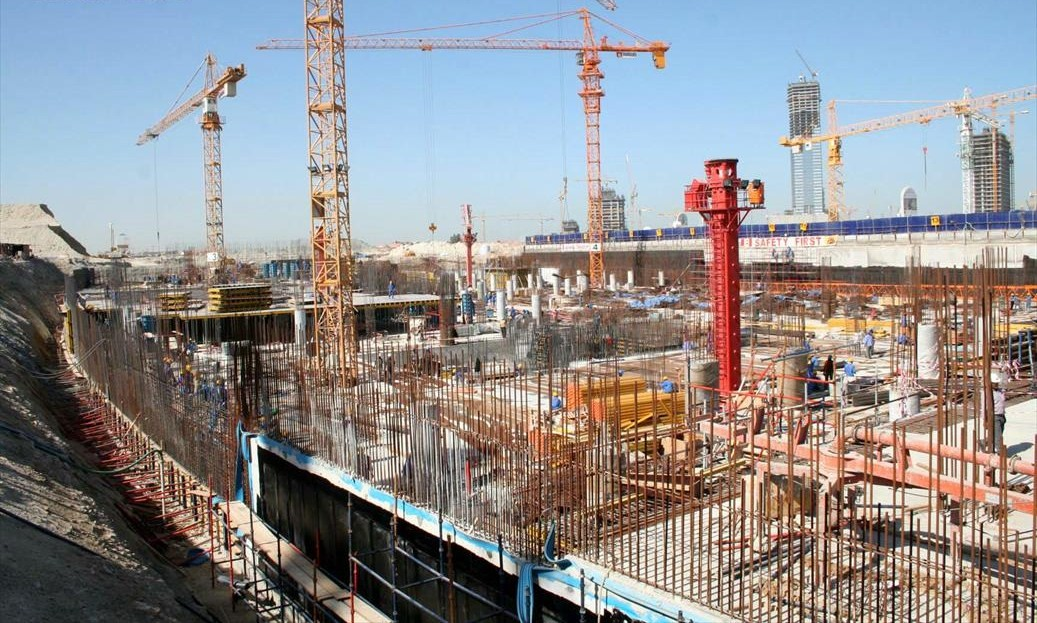
هذه صورة تظهر أعمال تشييد أبراج أوبورا الواقعة في الخليج التجاري بدبي، الإمارات العربية المتحدة، في 11 فبراير 2008.

توجد محطة حافلات نقل عام على جانبي الطريق تسمى برج يو بورا حيث يستخدمها الأشخاص الذين يعملون في الأبراج القريبة للصعود والنزول. تتوقع جميع الحافلات التي تعبر هذا البرج أن الحافلة رقم 26 و 50 تؤدي إلى أقرب محطة مترو وهي محطة مترو الخليج التجاري.

## أنظر أيضا
- قائمة المباني الشاهقة في دبي

## روابط خارجية
- برج أوبورا في Aedas
- برج أوبورا في جونز لانج لاسال
- برج أوبورا على CTBUH
- برج أوبورا في إمبوريس
- برج أوبورا على SkyscraperPage
- برج أوبورا على ProTenders
- برج أوبورا في ProMaintaince